# おとなの子守唄
『おとなの子守唄』（おとなのこもりうた）は、サンテレビの深夜番組でありアダルトバラエティ番組である。
本項では1980年代と2010年代のテレビ番組、及びラジオ関西で1988年に放送されていたラジオ版の全てについて記述する。

## 風俗大図鑑 おとなの子守唄（テレビ第1期）
神戸・サンテレビジョン（SUN-TV）をキー局として1983年10月7日から1987年3月28日まで放送されていた。1984年2月4日までは毎週金曜日23時15分 - 24時09分に放送されていたが、同年2月11日より土曜23時30分 - 24時25分に移動。音声形式はモノラル放送、番組収録はサンテレビジョン第2スタジオ。
「アダルト」を主体とした地上波における開拓期の作品で、MCは当時「エロの帝王」として、オールナイトニッポンで独特のエロ表現が売りの「エロパーソナリティー」で名を馳せた笑福亭鶴光が起用され、独特な性表現や大胆な演出で人気を博し、これ以後、サンテレビ「アダルト」枠が今日の長寿番組へと成長する礎となるきっかけとなった番組でもある。アダルトビデオの紹介コーナーではほぼ作品オリジナルを重視した紹介映像（モザイク処理された箇所、挿入時そして卑猥な台詞廻しなど）が放映されており、インターネットなどが普及する前の時代、アダルトコンテンツの情報源としての役割を果たしていた。開始当初はその内容からサンテレビ局内でも放送反対の声が出たが、プロデューサーが「お色気が好きなのはだれもが持っている感情。決して目を背けるものではない。」と説得したという。。

### 出演者（テレビ第1期）
- 笑福亭鶴光 - 司会進行
- 亜美伊新
- マットーヤ毛平
- 宇宿文江 - アシスタント
- 竹下ゆかり - アシスタント
- 東千恵 - 準レギュラー
- 黒木香 - コーナーMC
- 村西とおる - 単発コーナー・ゲスト

### スタッフ・企画・制作
- プロデューサー：厨子忠純（サンテレビジョン）[1]。
- 企画：サンテレビ営業部
- 制作著作：サンテレビジョン（SUN-TV）

### ネット局
| 放送対象地域 | 放送局              | 系列   | 放送日時          | 備考 |
| ------------ | ------------------- | ------ | ----------------- | --- |
| 兵庫県       | サンテレビジョン    | 独立局 | 土曜23:30 - 24:25 | 制作局 1983年10月から1984年2月までは金曜23:15-24:09の放送。 |
| 京都府       | 近畿放送（KBS京都)  | 独立局 | 日曜23:40 - 24:35 | 1984年7月1日より放送開始。 1984年7月1日から1985年9月30日までは24:10-25:05、1984年10月7日から1985年8月18日までは23:40-24:35、 1985年8月25日から1985年9月29日までは24:10-25:05にそれぞれ放送。 そして1985年10月6日から1987年3年29日まで表の時間に放送。次番組は「おとこのララバイ」。 |
| 和歌山県     | テレビ和歌山（WTV） | 独立局 | 土曜24:00 - 24:55 | |
| 千葉県       | 千葉テレビ（CTC）   | 独立局 | 土曜23:30-24:25   | 1984年9月1日放送開始。 1984年9月1日から1985年3月30日までは23:30-24:25、1985年4月6日から1986年3月29日までは23:00-23:55 1986年4月5日から1987年3月28日までは表の時間に放送。次番組は「おとこのララバイ」。                                                                             |
| 神奈川県     | テレビ神奈川（TVK） | 独立局 | 日曜24:00 - 24:55 | 1985年4月21日放送開始。 1986年9月28日打ち切り。 |
| 岐阜県       | 岐阜放送（GBS）     | 独立局 | 日曜24:00 - 24:55 | |
| 三重県       | 三重テレビ（ MTV）  | 独立局 | 金曜24:30 - 25:25 | |

## おとなの子守唄（ラジオ）
1988年4月1日から1988年12月30日まで、ラジオ関西にて毎週金曜日深夜26:00 - 27:00（JST）の時間帯で放送。
出演はテレビ版第1期と同じく、鶴光と竹下に、笑福亭学光。1988年10月から、アシスタントに沙羅樹と梶谷直美が加入。
| ラジオ関西 毎週金曜日 26:00 - 27:00 枠 | ラジオ関西 毎週金曜日 26:00 - 27:00 枠 | ラジオ関西 毎週金曜日 26:00 - 27:00 枠 |
| 前番組                                 | 番組名                                 | 次番組                                 |
| -------------------------------------- | -------------------------------------- | -------------------------------------- |
| （放送休止時間）                       | おとなの子守唄                         | LASKIN BAY NIGHT                       |

## おとなの子守唄（テレビ第2期）
2010年10月1日から毎週金曜日深夜25:25 - 26:20（JST）に放送されている。

### 概要
同局で1980年代に放送されていたサンテレビ土曜深夜アダルトバラエティ枠の元祖『大人の子守唄』が笑福亭鶴光のMCと共に装いも新たに復活。
本枠では初のハイビジョン制作番組となっている。番組公式サイトでは各コーナーの未公開映像を含むダイジェスト動画4本が配信されている。毎週更新。
番組を企画したのは制作プロダクションのダイフク企画の会長 である。
放送開始初期の視聴率については、初回視聴率は前番組『夜は美女バナ』の倍になった ほか、第4週目はサンテレビ視聴率ベスト10に入る など、順調と言える滑り出しとなった。
サンテレビでは2013年9月27日（金）25:25 - 26:20放送で最終回を迎えた。

### サンテレビ以外の放送局
- EXエンタテイメント→寄席チャンネル：2011年4月2日 - ・毎週土曜日24:00 - 25:00
- KBS京都：2012年1月8日 - ・毎週日曜日深夜25:15 - 26:15）
- テレビ埼玉：2012年7月6日 - 2013年6月28日・毎週金曜日深夜26:30 - 27:15（エクシオプレゼンツのコーナーはカット：45分の短縮版）
- 奈良テレビ：2012年1月3日 - 2012年12月・毎週火曜日深夜25:30 - 26:25

### 出演者
MC
- 笑福亭鶴光

レギュラー
- 葵つかさ（#119 - ）
- 青山葵（#119 - ）
- 笑福亭羽光 - 助監督（#106-）、「ツルーカス監督の芸術は爆発だ！」の助監督（#106 - ）

ナレーター
- 麻元さち

#### 過去の出演者
アシスタント
- 明日花キララ（#1 - 83）
- 加藤リナ（#1 - 118） - 女性陣の中では1回目から出演しており、最も長く出演していた。

レギュラー
- 笑福亭学光 - エロっさん（#28 - 53）→執事（#54 - 56、60 - 79・81・83・91）

準レギュラー
- 北野りん（#1 - 23）
- 春香るり（春香ルリ）（#1 - 23）
- かすみゆら（#4 - 10）
- マリア・エリヨリ（#15 - 23）
- 愛原エレナ（#24 - 27）
- 篠原杏（#24 - 39）
- 立花美涼（#28 - 53、57 - 72）
- 水谷心音（#40 - 57、65 - 111、115 - 118）
- 平井七菜子（#40 - 53）
- 月城ルネ（#54 - 56、60 - 64）
- 朱音ゆい（#54 - 64）
- 上原瑞穂（#68 - 79）
- 白石夏美（#80 - 92）
- 藤澤美羽（#80 - 92）
- 夢夏まなつ（#93 - 100）
- 咲夜由愛（#93 - 105）
- 春宮こころ（#106 - 108）
- あやみ旬果（#101 - 118）
- 水原めい（#109 - 114）
- 山川青空（#115 - 118）

### 番組内容
スタジオパート
鶴光の家という設定。鶴光の下ネタや暴走に、明日花が手に持つピコピコハンマーでツッコミを入れるのがお決まりのパターンとなっている。2011年4月から9月まで「エロの神様」エロっさんが登場。

### コーナー内容・出演者
EXEO 婚活 岡山祐児（オーケイ） - MC
夜のシェイプアップ・スクール（2013年1月 - ）
- 内原茂樹 - 赤ひげ先生（株式会社あかひげ社長）
- 駒井まち（#80 - ）
- なんでかな（南出かな）
- 藍沢よう

夜の診察室(＃132-
- 青山葵（#132 - ） - 看護師

| 放送回    | 放送日                        | 患者（ゲスト）      |
| --------- | ----------------------------- | ------------------- |
| 1 - 3     | 2010年10月1・15日             | 櫻井ゆうこ          |
| 6 - 7     | 2010年11月5・12日             | 周防ゆきこ          |
| 8 - 9     | 2010年11月19・26日            | まりか              |
| 10 - 11   | 2010年12月3・10日             | 早乙女ルイ          |
| 12 - 13   | 2010年12月17・24日            | 桃依さら            |
| 14 - 16   | 2010年12月29日 - 2011年1月7日 | 栗林里莉            |
| 17 - 18   | 2011年1月21・28日             | 辰巳ゆい            |
| 19 - 20   | 2011年2月4・11日              | 若葉くるみ          |
| 21 - 22   | 2011年2月18・25日             | 宮下ちはる          |
| 23        | 2011年3月4日                  | 月島うさぎ          |
| 24        | 2011年4月1日                  | 総集編              |
| 25 - 28   | 2011年3月18・25日             | 宮下つばさ          |
| 29 -      | 2011年5月6・13日              | 春野さくら          |
| 29 -      | 2011年5月20・27日・6月3日     | 小林さや            |
| 29 -      | 2011年6月10・17日             | 前田優希            |
| 29 -      | 2011年6月24日・7月1日         | 片桐えりりか        |
| 67 - 68   | 2011年7月8・15日              | 川合まゆ            |
| 67 - 68   | 2011年7月22・29日             | 小倉もも            |
| 67 - 68   | 2011年8月5・12日              | 佐々木杏            |
| 67 - 68   | 2012年1月6・13日              | 鶴田かな            |
| 69 - 70   | 2012年1月20・27日             | 綾瀬れん            |
| 71 - 72   | 2012年2月3・10日              | 菅野さゆき          |
| 73 - 75   | 2012年2月17日 - 3月2日        | 沖田杏梨            |
| 76 - 79   | 2012年3月9日 - 3月30日        | 源みいな            |
| 80 - 81   | 2012年4月6日 - 4月13日        | 安達亜美            |
| 82 - 83   | 2012年4月20日 - 4月27日       | 友田彩也香          |
| 84 - 85   | 2012年5月4日・11日            | ?                   |
| 86 - 87   | 2012年5月18日・25日           | ?                   |
| 88・89    | 2012年6月1日・8日             | 仲里紗羽            |
| 90 - 92   | 2012年6月15日 - 29日          | 佐山愛              |
| 93・94    | 2012年7月6日 - 13日           | 秋吉ひな            |
| 95・96    | 2012年7月20日 - 27日          | 北川瞳              |
| 97・98    | 2012年8月3日 - 10日           | 丘咲エミリ          |
| 99        | 2012年8月17日                 | 100回記念特別企画編 |
| 100・101  | 2012年8月24日 - 31日          | 星崎アンリ          |
| 102・103  | 2012年9月7日 - 14日           | 朝倉ことみ          |
| 104・105  | 2012年9月21日 - 28日          | 篠宮ゆり            |
| 106 - 131 | 2012年10月6日 - 2013年3月29日 | コーナー休止        |
| 132・133  | 2013年4月5日 - 12日           | 杏美月              |
| 134・135  | 2013年4月19日 - 26日          | 初美沙希            |
| 136       | 2013年5月3日                  | 青山葵              |
| 137・138  | 2013年5月10日 - 17日          | 蓮実クレア          |
| 139・140  | 2013年5月24日 - 31日          | 内田美奈子          |
| 141・142  | 2013年6月7日 - 14日           | 真木今日子          |
| 143・144  | 2013年6月21日 - 28日          | 大崎美佳            |
| 145・146  | 2013年7月5日 - 12日           | 白木優子            |
| 147・148  | 2013年7月19日 - 26日          | 美泉咲              |
| 149・150  | 2013年8月2日 - 9日            | 彩城ゆりな          |
| 151・152  | 2013年8月16日 - 23日          | 桜ちずる            |
| 153       | 2013年8月30日                 | 青山葵              |
| 154・155  | 2013年9月6日 - 13日           | 稲川なつめ          |
| 156・157  | 2013年9月20日 - 27日          | あすか光希          |

白雪姫と8人のホスト
- 本城真人（CLUB ADAMオーナー）（2013年1月 - ）
- 蒼月輝（CLUB EVE）（2013年 - ）

| 放送回    | 放送日              | ゲスト       | MC       |
| --------- | ------------------- | ------------ | -------- |
| 119 -122  | 2013年1月4日 - 25日 | 手島優       | 吉田由香 |
| 123 - 126 | 2013年2月1日 - 22日 | KONAN        | 吉田由香 |
| 127 - 131 | 2013年3月1日 - 29日 | あやまん監督 | 吉田由香 |
| 132 - 135 | 2013年4月5日 - 26日 | 矢吹春奈     | 吉田由香 |
| 136 - 140 | 2013年5月3日 - 31日 | 秋山莉奈     | 吉田由香 |
| 141 - 144 | 2013年6月7日 - 28日 | 西本はるか   | 吉田由香 |
| 145 - 148 | 2013年7月5日 - 26日 | 鳥居みゆき   | 吉田由香 |
| 149 - 153 | 2013年8月2日 - 30日 | みひろ       | 吉田由香 |
| 154 - 157 | 2013年9月6日 - 27日 | 野村涼子     | 吉田由香 |

ツルーカス監督の芸術は爆発だ！（#106-）
| 放送回    | 放送日                    | 女優       |
| --------- | ------------------------- | ---------- |
| 106 - 109 | 2012年10月5日 - 26日      | 麻生希     |
| 110 - 113 | 2012年11月2日 - 23日      | 友田彩也香 |
| 114 - 118 | 2012年11月30日 - 12月28日 | 森なな子   |
| 119 - 122 | 2013年1月4日 - 25日       | 桜井彩     |
| 123 - 126 | 2013年2月1日 - 22日       | 橘ひなた   |
| 127 - 131 | 2013年3月1日 - 29日       | あやみ旬果 |
| 132 - 135 | 2013年4月5日 - 26日       | 青山葵     |
| 136 - 140 | 2013年5月3日 - 31日       | 赤西涼     |
| 141 - 144 | 2013年6月7日 - 28日       | 篠田ゆう   |
| 145 - 148 | 2013年7月5日 - 26日       | 羽月希     |
| 149 - 153 | 2013年8月2日 - 30日       | 愛須心亜   |
| 154 - 157 | 2013年9月6日 - 27日       | 蕾花       |

ツルーカス監督のラブシネマパラダイス（-#105）
映画のワンシーン撮影という設定で、ジョージ・ツルーカス監督が女優（月替わり出演）に演技指導をしていく。収録は東大阪市にある「Hotel Goldo」。「鶴光監督のカッチンコ!」のコーナーが2011年3月終了してから1年ぶりのリニューアルとなる。
- 笑福亭羽光 - マネージャー

| 放送回    | 放送日               | 女優         |
| --------- | -------------------- | ------------ |
| 80 - 83   | 2012年4月6日 - 27日  | 栗林里莉     |
| 84 - 87   | 2012年5月4日 - 25日  | 藤井シェリー |
| 88 - 92   | 2012年6月1日 - 29日  | 辰巳ゆい     |
| 93 - 96   | 2012年7月6日 - 27日  | 小島みなみ   |
| 97 - 100  | 2012年8月3日 - 24日  | 水樹りさ     |
| 101 - 105 | 2012年8月31日 - 28日 | 安城アンナ   |

コスプレでAVか〜
「ええか〜ええか〜AVか〜」の後継コーナー。鶴光に替わってセクシー女優が出演。紹介作品を物色中という名目で、コスプレ衣装（婦人警官など）の女優が「買取りマックス」店内を移動する姿をローアングルで撮影。続いて女優が個室で鑑賞する姿を交えて作品を紹介していく。

#### 過去のコーナー内容・出演者
鶴光監督のカッチンコ!〜男の女のいるホテル〜
- 笑福亭学光 - 男優

| 放送回  | 放送日                   | 女優       |
| ------- | ------------------------ | ---------- |
| 1 - 5   | 2010年10月1日 - 10月29日 | 葵つかさ   |
| 6 - 9   | 2010年11月5日 - 11月26日 | 佐山愛     |
| 10 - 14 | 2010年12月3日 - 12月29日 | 藤崎クロエ |
| 15 - 18 | 2011年1月7日 - 1月28日   | 範田紗々   |
| 19 - 22 | 2011年2月4日 - 2月25日   | 日高ゆりあ |
| 23      | 2011年3月4日             | 霜月ルナ   |

大久保&鳥居の婚活パーティー 潜入レポート&クイズ（#54 - 57）
- 大久保佳代子
- 鳥居みゆき

熊田曜子プロデュース!合コン大作戦（#58 - 61）
- 熊田曜子

Hall Night FREEDOM
鶴光と美女ゲストがフリートークでまつわる。収録場所は天神橋六丁目・パチンコFREEDOM。
| 放送回  | 放送日               | ゲスト                      |
| ------- | -------------------- | --------------------------- |
| 54 - 57 | 2011年10月7日 - 28日 | 大場久美子                  |
| 58 - 61 | 2011年11月4日 - 25日 | インリン・オブ・ジョイトイ  |
| 62 - 66 | 2011年12月2日 - 30日 | 鳥居みゆき                  |
| 67 - 70 | 2012年1月6日 - 27日  | エド・はるみ                |
| 71 - 74 | 2012年2月3日 - 24日  | 小原正子 （クワバタオハラ） |
| 75 - 79 | 2012年3月2日 - 30日  | 岡本夏生                    |

ラブホリック
『夜は美女バナ』からそのまま継続しているコーナー。「CLUB ADAM」の9人のホストたちが4人の美女からの指名をかけてトークバトル。女性メンバーは美女2人と女芸人2人の4人1組で大体4週ごとに交替。「Group M」系列店で収録。2011年4月からリニューアル。美女ゲスト1人が挙げたテーマでホストたちがトークを繰り広げるという内容に変更。
- 本城真人（CLUB ADAMオーナー）

| 放送回  | 放送日                       | キャスト                           | MC               |
| ------- | ---------------------------- | ---------------------------------- | ---------------- |
| 1 - 4   | 2010年10月1日 - 10月22日     | Nina、竹村美緒、梅小鉢             | 宮下ジェイミー静 |
| 5 - 8   | 2010年10月29日 - 11月19日    | SARAH、山中絢子、天然もろこし      | 宮下ジェイミー静 |
| 9 - 13  | 2010年11月26日 - 12月24日    | 川上ゆう、中村葵、チキチキジョニー | 宮下ジェイミー静 |
| 14 - 18 | 2010年12月29日-2011年1月28日 | 桐生さくら、谷口泉、ベビィリッチ   | 吉田由香         |
| 19 - 22 | 2011年2月4日 - 25日          | 蜜井とわ、篠山あかり、ソーダポップ | 吉田由香         |
| 23      | 2011年3月4日                 | 範田紗々、笹川結衣、稲村ジェーン   | 吉田由香         |
| 放送回  | 放送日                       | ゲスト                             | MC               |
| 24 - 28 | 2011年4月1日 - 29日          | 板垣あずさ                         | 吉田由香         |
| 29 - 35 | 2011年5月6日 - 27日          | 美咲みゆ                           | 吉田由香         |
| 36 - 39 | 2011年6月3日 - 24日          | 桜ここみ                           | 吉田由香         |
| 40 - 44 | 2011年7月1日 - 29日          | 朝日奈あかり                       | 吉田由香         |
| 45 - 53 | 2011年8月5日 - 30日          | 月城ルネ                           | 吉田由香         |
| 54 - 57 | 2011年10月7日 - 28日         | 藤井シェリー                       | 吉田由香         |
| 58 - 61 | 2011年11月4日 - 25日         | みひろ                             | 吉田由香         |
| 62 - 66 | 2011年12月4日 - 30日         | 美雪ありす                         | 吉田由香         |
| 67 - 70 | 2012年1月6日 - 27日          | 泉麻那                             | 吉田由香         |
| 71 - 74 | 2012年2月3日 - 24日          | 吉沢明歩                           | 吉田由香         |
| 75 - 79 | 2012年3月2日 - 30日          | 星美りか                           | 吉田由香         |

あかひげリサーチ 愛のモノサシ（ - 2012年3月） → 愛のスケッチ（2012年4月 - 6月）
- 工藤めぐみ（#80 - 92）
- 久保琴実（#80 - 92）

delight in beauty （2012年9月 - ）
フォトグラファーのギンがセクシー女優をフォトするコーナー。
- ギン（フォトグラファー）
- 沙藤ユリ（2012年9月）
- 範田紗々（2012年10月 - 12月）

恥行（）仕分け
アンケート調査でスケベ度をチェック。恥ずかしさの足りない女優を鶴光が判定する。各コーナー間にわたって3問行われる。居残り女優に選ばれるとお仕置きとして番組エンディングに膝枕で鶴光の耳掻きをさせられる。スタジオ・パート。
婚活教習 教えて!西澤史子先生!!
- 西澤史子[8]

独身女性タレントが西澤のアドバイスをもとにお見合いパーティーに参加。イベントの模様を通して成功するコツを紹介していく。アシスタントMCは随時交代。2011年4月からリニューアル。コーナータイトルを「婚活女子の実態を調査！緊急企画！エクシオ婚活女子最前線!!」に改題、内容も男性お笑い芸人が婚活イベントの参加者にインタビューするといったパーティそのものを紹介するというものになった。
| 放送回  | 放送日                   | 生徒                                               | アシスタント          |
| ------- | ------------------------ | -------------------------------------------------- | --------------------- |
| 1 - 9   | 2010年10月1日 - 11月26日 | 琴乃、範田紗々、Hitomi                             | 中西愛莉              |
| 10 - 14 | 2010年12月3日 - 12月29日 | 琴乃、範田紗々、櫻井ゆうこ                         | 鈴木涼子              |
| 15 - 18 | 2011年1月7日 - 1月28日   | 矢部美穂                                           | 田中つよし            |
| 19      | 2011年2月4日             | 矢部美穂                                           | 岡山祐児 （オーケイ） |
| 20 - 22 | 2011年2月11日 - 2月25日  | 矢部美穂、間瀬リサ、夏知                           | 岡山祐児 （オーケイ） |
| 23      | 2011年3月4日             | 矢部美穂                                           | 岡山祐児 （オーケイ） |
| 放送回  | 放送日                   | MC                                                 | ゲスト                |
| 24      | 2011年4月1日             | けいち（のろし）                                   |                       |
| 25 - 28 | 2011年4月8日 - 4月29日   | 岡山祐児、けいち（のろし）                         |                       |
| 29 - 39 | 2011年5月6日 - 6月24日   | 岡山祐児、けいち（のろし）、西口宣夫（自由気まま） | 手島優                |
| 40 - 53 | 2011年7月1日 - 9月30日   | 岡山祐児、石塚聡、高松新一（オジンオズボーン）     |                       |

お笑い道場 つるの穴
若手お笑い芸人が即興のネタで競い合うお笑いトーナメント。出演は鶴光、ゲストの加藤リナ、男性お笑い芸人2人。毎回お題を受けて芸人2人が即興で一芸を披露、どちらが面白かったかを加藤が判定する。勝者は加藤の好きな場所の匂いを嗅げる。月間チャンピオンには、ご褒美としてペア食事券のほか加藤リナから激しいボディタッチを受けられる。収録場所は天神橋六丁目・パチンコFREEDOM。2011年5月9日には番組初の公開収録が行われた。
鶴光監督のカッチンコ!〜男の女のいるホテル〜
映画のラブシーン撮影という設定で、鶴光監督が男優（学光）と女優（月替わり出演）に演技指導をしていく。収録は「ジャガーホテル サルデバーン梅田」。
赤ひげ先生と白ひげ鶴仙人のお悩み解決桃源郷
精力剤専門店「あかひげ薬局」の赤ひげ先生（内原茂樹）と白ひげ鶴仙人（鶴光）が、天女（加藤リナ）が読み上げる視聴者からの性の悩み相談に答えていく。スタジオ・パート。
天女役は初回から第14回（12月29日放送）までは明日花が務めていたが第15回から加藤と交代、同時に衣装も変更された。また、加藤を含むレギュラー女性陣も“悩める羊っ娘”としてコスプレで参加していた。
ええか〜ええか〜AVか〜
「買取りまっくす」おすすめのAVを鶴光がテレビで鑑賞するという形をとって紹介。ダイジェスト映像が流れている間、常に鶴光の顔がワイプ表示される。さらに途中で「残念ながらお見せできません。師匠の顔をご覧下さい。」のテロップと共に鶴光の顔面アップ映像が挿入される。CMをまたいで毎回2本紹介。紹介作品は番組プレゼントとされる。
エロ小話
エンディングクレジット後のCM明けに鶴光が小話を披露。毎回有名人の名前に掛けた地口オチ。

### テーマ曲
- 初代：AIRMAIL 「your star」（#1 - 53）
- 2代目：なし（#54 - 118）
- 3代目
  - OP：CraneNight feat. Katorina「あす無きロマンス」（#119 - 140）
  - ED：CraneNight feat. Katorina「そう、さよなら」（#119 - 140）
- 4代目：Ashanti 「Turn it Up」(#141 - )

### スタッフ
2012年10月5日（#106） -
- 構成：寺崎要
- ディレクター：山中絵美、山田大輔
- タイトル：島野康行
- TD：横山丈浩
- SW：大谷優司
- CAM：浜田哲生、西村友宏、堀江等
- VE：西川勝也
- LD：中東直也
- AUD：宮井昇
- 編集：奈良土
- MA：佐方 健
- メイク：藤原寿代
- 美術：グリーン・アート
- プロデューサー：津村浩司
- 制作協力：TU-GUMI

#### 過去のスタッフ
2010年10月1日（#1） - 2011年9月30日（#53）
- 構成：吉村智樹、藤原伊織、高柳保男、岡内義人、小西マサテル
- 演出：山村ひろし
- ディレクター：本田悟、田中彰、小林敏明、栗田一樹
- TD：布柴憲二
- VE：竹本昌之
- AUD：脇坂真佳
- CAM：長澤佐知子、大石翔二朗
- 照明：ハートス
- セット：毎日舞台
- ネオンアート：安彦哲男
- イラスト：渡辺チカラ
- スタジオ：フレックス
- ロケ技術：神近伸彰、渡辺健史
- 編集・MA：キャロット
- メイク：AIC
- 衣装協力：Be★With
- プロデューサー：簑輪卓三
- 制作協力：Express

2011年10月1日（#54） -
- 構成：土屋幸喜
- ディレクター：岩松まこと、安田哲大（#57 - 106）、梅本匡、じゃぱ高田
- TD：藤田伊佐夫
- CAM：荒谷俊之、松村幸徳
- VE：梅本宜信（#54 - 56）、矢守正和（#57 - ）
- LD：北山眞二
- AUD：山下晶
- 編集：中村マコト、山田祐子
- MA：大橋光樹
- プロデューサー：山内カオル
- 制作協力：コールツプロダクション